# Neoantistea mulaiki
Espèce
Neoantistea mulaiki est une espèce d'araignées aranéomorphes de la famille des Hahniidae.

## Distribution
Cette espèce se rencontre aux États-Unis au Texas et en Arizona et au Mexique au Nuevo León, au Tamaulipas, au Michoacán et en Oaxaca. Elle se rencontre en Floride et au Texas,.

## Description
Neoantistea mulaiki mesure de 4,00 à 4,76 mm.

## Publication originale
- Gertsch, 1946 : Five new spiders of the genus Neoantistea. Journal of the New York Entomological Society, vol. 54, p. 31-36.